# Estatero
El estatero o estátero (en griego: στατήρ, literalmente «peso») fue una antigua moneda de electro, plata u oro, utilizada en varias regiones de Grecia. El término también se utiliza para monedas similares, que imitan a los estateros griegos, acuñadas en otros lugares de la antigua Europa.
Es de notar que estudiosos como Fernando Gimeno, de la Universidad Autónoma de Madrid, recalcan que «estátero» es una palabra de género masculino y no debe ser sinónimo de «estátera», que se emplearía para una máquina para pesar, como balanza o romana.

## Historia
El origen del estatero se remonta a Macedonia, ya que las tribus celtas lo trajeron a Europa luego de estar contratadas como mercenarios en el norte de Grecia. El estatero estuvo en circulación entre el siglo VIII a. C. hasta el año 50. Según Robin Lane Fox, el mismo fue tomado prestado por la tribu de los eubeos del shekel de los fenicios, que tenía aproximadamente el mismo peso y también representaba una cincuentava parte de una mina.
Las acuñaciones originales de esta moneda, tales como las realizadas en Atenas, le daban al estatero el valor de una tetradracma (4 dracmas), aunque emisiones en otros sitios o épocas utilizaban la palabra «estatero» para referirse a una moneda didracma (2 dracmas). El estatero también era acuñado en Corinto. Asimismo, se acuñaron estateros en algunas islas del Mediterráneo, tales como en Egina (con una figura de tortuga) y Cidonia. Por ejemplo, una moneda de plata acuñada en Cidonia era un estatero que poseía la figura de la diosa minoica Britomartis.
Igualmente, existió un «estatero de oro», pero solo fue acuñado en algunos sitios, y principalmente fue una unidad contable cuyo valor era de 20 a 28 dracmas, dependiendo del sitio y la época; la unidad ateniense valía 20 dracmas. La razón es que un estatero de oro por lo general pesaba unos 8,5 gramos, el doble que una dracma, mientras que la paridad oro/plata, luego de algunas variaciones, fue establecida en 1:10. Los estateros de oro más conocidos son los cicenos de 28 dracmas de Cícico, y los estateros de oro acuñados en Galia que los jefes galos diseñaron utilizando el modelo de los de Filipo II de Macedonia, que los mercenarios habían llevado consigo a Occidente después de servir en sus ejércitos, o aquellos de Alejandro Magno y sus sucesores.

## Galería

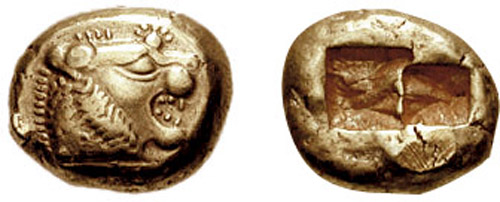
Moneda lidia de electro de comienzos del siglo VI a. C. (valorː un tercio de estatero).
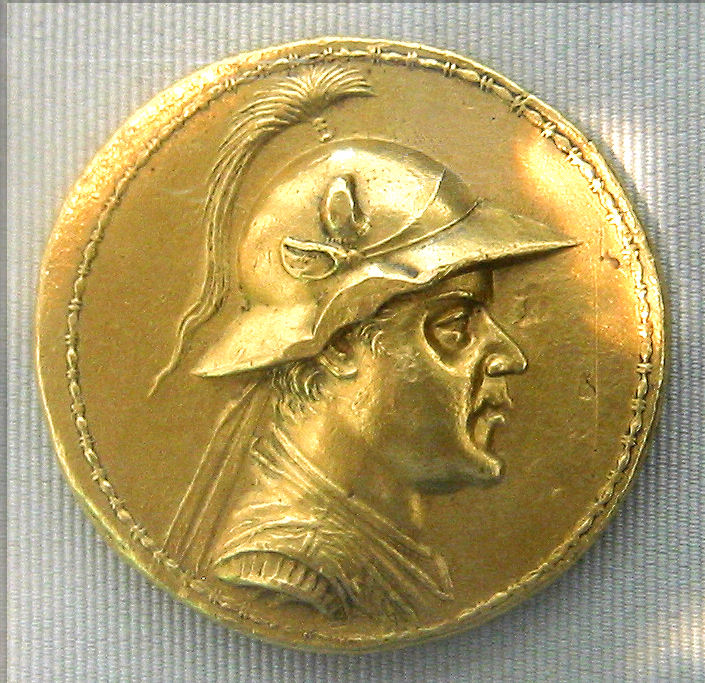
Moneda de 20 estateros de oro con la imagen del rey grecobactriano Eucrátides I, la mayor moneda de oro acuñada en toda la Antigüedad. Peso: 169.2 gramos; diámetro: 58 milímetros.
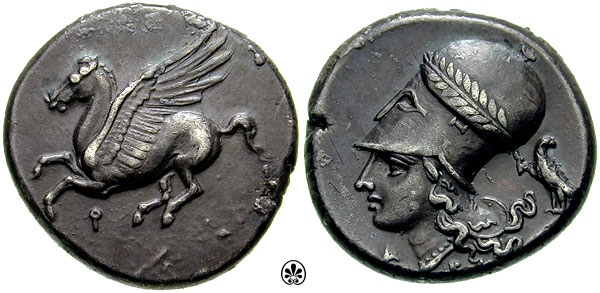
Estatero corintio. Anverso: Pegaso con Qoppa () a sus pies. Reverso: Atenea con un casco corintio. Qoppa simbolizaba la escritura arcaica de la ciudad (όρινθος).
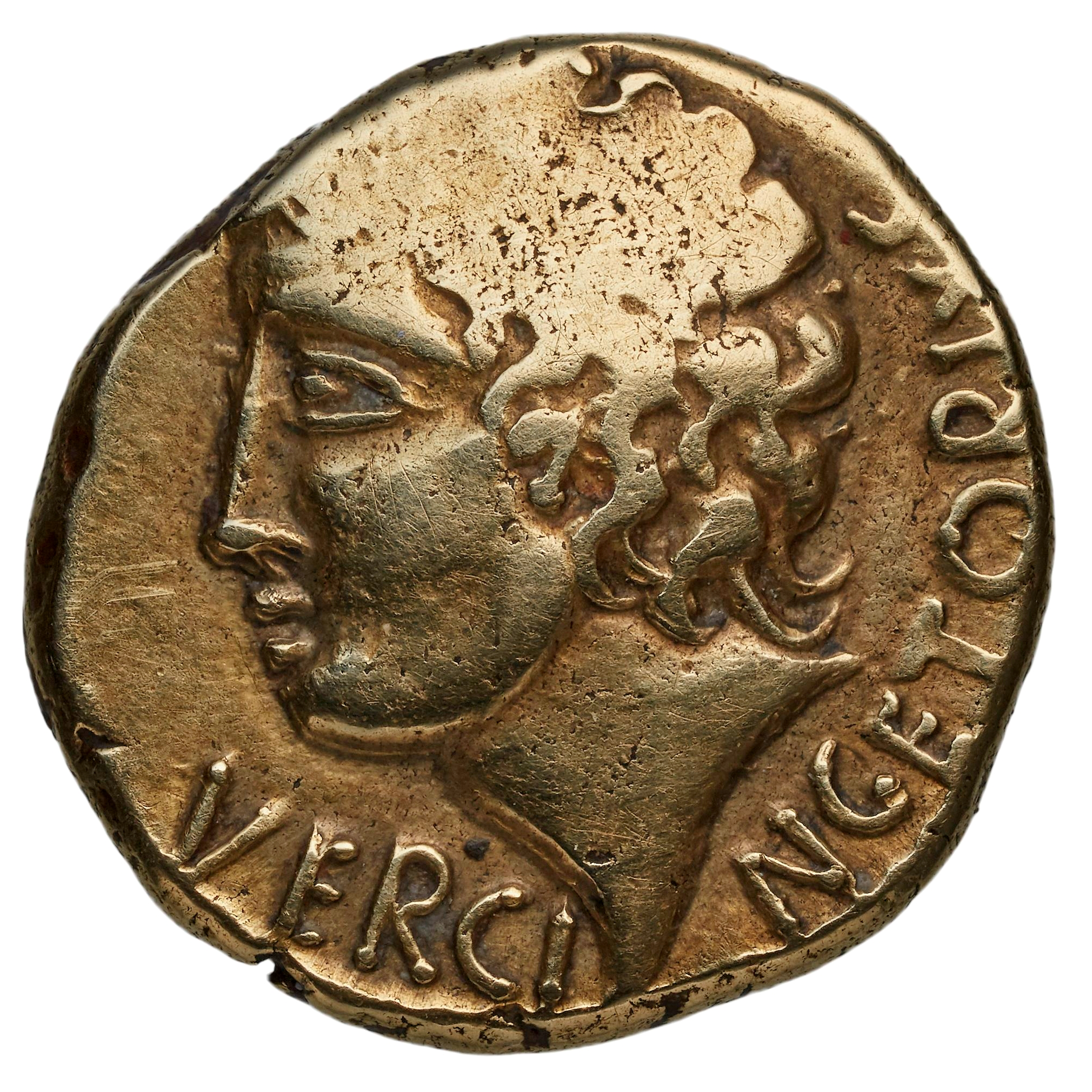
Estatero de electro galo similar a los griegos, con la efigie de Vercingétorix (ca. 60 a. C.)